# John Landis
John David Landis (Chicago, 3 agosto 1950) è un regista, sceneggiatore e attore statunitense.
Landis nel corso della sua carriera ha spesso spaziato dalla commedia all'horror, talvolta unendo i due stili, come in Un lupo mannaro americano a Londra e Amore all'ultimo morso. A tutt'oggi, i suoi film più conosciuti sono le commedie Animal House, The Blues Brothers - I fratelli Blues, Una poltrona per due e Il principe cerca moglie.

## Biografia

### Gli inizi
Landis nasce a Chicago, nell'Illinois, il 3 agosto 1950 in una famiglia ebraica ashkenazita, figlio di Marshall Landis, un architetto e decoratore d'interni, e di Shirley Levine (nata Shirley Magaziner), una casalinga. La sua carriera inizia da adolescente quando lavora come portalettere per la casa di produzione 20th Century Fox. L'esperienza nell'ambiente maturata grazie anche a questa occasione, unita a una lunga gavetta, gli permettono di conoscere moltissime personalità, tra le quali Alfred Hitchcock, col quale allaccia un rapporto confidenziale.

### Dalla gavetta ai primi lavori
Landis passa gli anni successivi frequentando quanto più possibile i set cinematografici, entrando sempre più nell'ambiente e facendo conoscenze importanti. Per qualche tempo vive in Spagna e fa la comparsa nei western italiani che si girano in Almeria, fra cui Cipolla Colt di Enzo G. Castellari. Comincia la sua scalata lavorando come assistente di produzione. Debutta nella regia con il film Slok (1973), di cui è anche il protagonista, seguito qualche anno dopo da Ridere per ridere (1977).

### Il trionfo
Il primo successo arriva nel 1978 grazie a Animal House, con John Belushi, che si rivela un trionfo. Il film anticipa la grande passione del regista per la musica soul.
Due anni dopo si garantisce non solo la celebrità internazionale, ma un posto nella storia del cinema grazie a The Blues Brothers - I fratelli Blues (1980), scritto insieme a Dan Aykroyd, protagonista del film accanto a John Belushi. Nel cast compaiono leggende della musica come Ray Charles, Aretha Franklin, James Brown, Cab Calloway e John Lee Hooker, che danno vita, insieme ai due protagonisti, a quella che è considerata una delle più belle colonne sonore della storia del cinema.

### Le opere seguenti e l'incidente
L'anno seguente scrive e dirige l'horror Un lupo mannaro americano a Londra, seguito nel 1983 da Ai confini della realtà. Durante le riprese di quest'ultimo, l'attore Vic Morrow e due bambini muoiono a causa di un incidente sul set causato dalla caduta di un'elica di un elicottero. Negli anni '80 Landis dirige altri film di successo, tra i quali Una poltrona per due (dove ritrova Dan Aykroyd) e Il principe cerca moglie, entrambi avvalentisi del talento comico di Eddie Murphy.

### Michael Jackson eThriller
Nel 1983 Landis è il regista di uno dei videoclip più famosi e costosi della storia, ossia Thriller di Michael Jackson. Anche in questa occasione lavora al fianco di Rick Baker, grande creatore di effetti speciali che aveva già lavorato con lui in Slok e in Un lupo mannaro americano a Londra (per quest'ultimo riceve anche il premio Oscar per il miglior trucco). Nel 1991 Landis lavorerà ancora con Jackson per il video di Black or White.

## Vita privata
È sposato dal 1980 con la costumista Deborah Nadoolman, da cui ha avuto due figli: Rachel, insegnante, e Max, sceneggiatore del film Chronicle. 
Landis, sebbene cresciuto con un'educazione religiosa ebraica, si dichiara ateo.

## Filmografia

### Regista

#### Cinema
- Slok (Schlock) (1973)
- Ridere per ridere (The Kentucky Fried Movie) (1977)
- Animal House (National Lampoon's Animal House) (1978)
- The Blues Brothers - I fratelli Blues (The Blues Brothers) (1980)
- Un lupo mannaro americano a Londra (An American Werewolf in London) (1981)
- Coming Soon (1982) - documentario
- Una poltrona per due (Trading Places) (1983)
- Ai confini della realtà (Twilight Zone: The Movie) (1983) - episodi Prologo e Time Out
- Tutto in una notte (Into the Night) (1985)
- Spie come noi (Spies Like Us) (1985)
- I tre amigos! (¡Three Amigos!) (1986)
- Donne amazzoni sulla Luna (Amazon Women on the Moon) (1987) - episodi Mondo Condo, Hospital, Blacks Without Souls, Don 'No Soul' Simmons e Video Date
- Il principe cerca moglie (Coming to America) (1988)
- Oscar - Un fidanzato per due figlie (Oscar) (1991)
- Amore all'ultimo morso (Innocent Blood) (1992)
- Beverly Hills Cop III - Un piedipiatti a Beverly Hills III (Beverly Hills Cop III) (1994)
- The Stupids (1996)
- Blues Brothers - Il mito continua (Blues Brothers 2000) (1998)
- Delitto imperfetto (Susan's Plan) (1998)
- Ladri di cadaveri - Burke & Hare (Burke & Hare) (2010)

#### Televisione
- Disneyland's 30th Anniversary Celebration (1985) - documentario TV
- George Burns Comedy Week (1985) - episodio Disaster at Buzz Creek
- Dream On (1990-1996) - 17 episodi
- Disneyland's 35th Anniversary Celebration (1990) - documentario TV
- Campus Cop (1996) - episodi Muskrat Ramble e 3,001
- Tesoro, mi si sono ristretti i ragazzi (Honey, I Shrunk the Kids: The TV Show) (1999) - episodio Honey, name that tune
- The Kronenberg Chronicles (2002) - episodio Pilota
- Slasher (2004) - documentario TV
- Masters of Horror (2005-2006) - episodi Leggenda assassina (Deer Woman) e Family
- Mr. Warmth: The Don Rickles Project (2007) - documentario TV
- Psych (2007-2008) - episodi La confraternita (Scary Sherry: Bianca's Toast), Duetti americani (American Duos) e Liberate Babbo Natale (Christmas Joy)
- Fear Itself (2008) - episodio Il Messaggio (In Sickness and in Health)
- Franklin & Bash (2012) - episodio Voir Dire
- Superhero Kindergarten (2021) - 26 episodi

#### Videoclip
- Michael Jackson: Thriller (1983)
- B.B. King: Into the Night (1985)
- B.B. King: In the Midnight Hour (1985)
- B.B. King: My Lucille (1985)
- Paul McCartney: Spies Like Us (1986)
- Michael Jackson: Black or White (1991)

### Sceneggiatore

#### Cinema
- Slok (Schlock), regia di John Landis (1973)
- La spia che mi amava (The Spy Who Loved Me), regia di Lewis Gilbert (1977) (non accreditato)
- The Blues Brothers - I fratelli Blues (The Blues Brothers), regia di John Landis (1980)
- Un lupo mannaro americano a Londra (An American Werewolf in London), regia di John Landis (1981)
- Coming Soon, regia di John Landis (1982) - documentario
- Ai confini della realtà (Twilight Zone: The Movie), regia di John Landis (1983) - episodi Prologo e Time Out
- Signori, il delitto è servito (Clue), regia di Jonathan Lynn (1985)
- Blues Brothers - Il mito continua (Blues Brothers 2000), regia di John Landis (1998)
- Delitto imperfetto (Susan's Plan), regia di John Landis (1998)

#### Televisione
- Holmes & Yo-Yo (1976) - episodio Key Witness
- Masters of Horror (2005) - episodio Leggenda assassina (Deer Woman)

### Attore

#### Cinema
- I guerrieri (Kelly's Heroes), regia di Brian G. Hutton (1970) (non accreditato)
- Sole rosso (Soleil Rouge), regia di Terence Young (1971) (non accreditato)
- Slok (Schlock), regia di John Landis (1973)
- Anno 2670 - Ultimo atto (Battle for the Planet of the Apes), regia di J. Lee Thompson (1973)
- Anno 2000 - La corsa della morte (Death Race 2000), regia di Paul Bartel (1975)
- Ridere per ridere (The Kentucky Fried Movie), regia di John Landis (1977) (non accreditato)
- Ecco il film dei Muppet (The Muppet Movie), regia di James Frawley (1979) (burattinaio non accreditato)
- 1941 - Allarme a Hollywood (1941), regia di Steven Spielberg (1979)
- The Blues Brothers - I fratelli Blues (The Blues Brothers), regia di John Landis (1980)
- Un lupo mannaro americano a Londra (An American Werewolf in London), regia di John Landis (1981) (non accreditato)
- Eating Raoul, regia di Paul Bartel (1982) (non accreditato)
- Una poltrona per due (Trading Places), regia di John Landis (1983) (non accreditato)
- I Muppet alla conquista di Broadway (The Muppets Take Manhattan), regia di Frank Oz (1984)
- Tutto in una notte (Into the Night), regia di John Landis (1985)
- I figli del fuoco (Spontaneous Combustion), regia di Tobe Hooper (1990)
- Darkman, regia di Sam Raimi (1990)
- I sonnambuli (Sleepwalkers), regia di Mick Garris (1992)
- Passione fatale 2 (Body Chemistry II: The Voice of a Stranger), regia Adam Simon (1992)
- Il silenzio dei prosciutti (The Silence of the Hams), regia di Ezio Greggio (1994)
- Vampirella, regia di Jim Wynorski (1996)
- La legge dell'inganno (Laws of Deception), regia di Joey Travolta (1997)
- Mad City - Assalto alla notizia (Mad City), regia di Costa-Gavras (1997)
- Diamonds, regia di John Mallory Asher (1999)
- Freeway II: Confessions of a Trickbaby, regia di Matthew Bright (1999)
- Spider-Man 2, regia di Sam Raimi (2004) - cameo
- Cacciatore di teste (Le Couperet), regia di Costa-Gavras (2005)
- Torrente 3: El protector, regia di Santiago Segura (2005)
- Look, regia di Adam Rifkin (2007)
- Attack of the 50 Foot Cheerleader, regia di Kevin O'Neill (2012)
- Wrestling Isn't Wrestling, regia di Max Landis (2015) - documentario
- Il mondo è tuo (Le monde est à toi), regia di Romain Gavras (2018)

#### Televisione
- L'uomo da sei milioni di dollari (The Six Million Dollar Man) (1974) - episodio Una scorta per il ministro (The Pal-Mir Escort)
- Psycho IV, regia di Mick Garris (1990)
- Dream On (1990-1996) - episodi Attrazione quasi fatale (Futile Attraction) e Tutto fumo niente arrosto (Where There's Smoke You're Fired)
- L'ombra dello scorpione (The Stand), regia di Mick Garris (1994) - episodio Il fondamento (The Stand)
- Psychoville (2011) - episodio Dinner Party